# 堀豁
堀 豁（ほり とおる、1902年2月20日 - 1996年1月10日）は、日本の経営者。新潟県長岡市出身。

## 経歴
1925年に九州帝国大学工学部電気科を卒業し、同年に北越水力電気に入社。1942年に東北配電（のちの東北電力）に転じ、1946年9月に常務に就任し、1949年11月に副社長を経て、1960年5月に社長に就任し、1962年12月までに務めた。
1961年に藍綬褒章を受章し、1972年に勲二等瑞宝章を受章。
1996年1月10日老衰のために死去。93歳没。